# Liste de parcs et jardins
Cette liste recense les parcs et jardins ouverts au public et dignes d'intérêt. Toutefois les jardins botaniques, les jardins zoologiques et les parcs naturels font l'objet de listes distinctes.
Voir aussi :
- Liste de jardins botaniques
- Parcs zoologiques dans le monde
- Liste des parcs nationaux

Et : Liste des roseraies

## Liste de parcs et jardins par pays

### Algérie
- Liste des parcs et jardins d'Alger
- Liste des parcs et jardins d'Oran
- Liste des parcs et jardins de Constantine
- Liste des parcs et jardins de Biskra

### Allemagne
- Parc d'azalées et de rhododendrons de Kromlau à Gablenz (Saxe)

### Brésil
- Parc d'Ibirapuera, São Paulo
- Parc de la Luz, São Paulo
- Parc Trianon, São Paulo

### Canada
- Parc du Mont-Royal, Montréal
- Parc Maisonneuve, Montréal
- Parc La Fontaine, Montréal
- Parc des Champs-de-Bataille, Québec
- Butchart Gardens, banlieue de Victoria, Colombie-Britannique
- Stanley Park, Vancouver, Colombie-Britannique
- Jardins de Métis, Grand-Métis, Québec
- Les Jardins d'Emmarocalles, Ripon, Québec

### Chine
- Jardin Yuyuan (jardin de la pluie, Shanghai)
- Jardin Baihe (Pékin).
- Jardin Yihe (Pékin)

#### Hong Kong
- Liste des parcs et jardins de Hong Kong

### Danemark
- Kongens Have (Jardin royal), Copenhague

### Espagne
- Jardins de l'Alhambra (Grenade)
- Parc de María Luisa (Séville)
- Parc du Buen Retiro (Madrid)
- Jardins du Turia (Valence)

### États-Unis
- Central Park, New York
- Golden Gate Park, San Francisco
- Hakone Gardens, Saratoga (Californie)
- Lincoln Park, Chicago

### France
- Liste des parcs et jardins de Paris
- Liste des parcs et jardins sur l'île de la Réunion
- Liste des parcs et jardins des Yvelines
- Liste des parcs et jardins de l'agglomération Tourangelle
- Liste des parcs et jardins de Rennes
- Liste des parcs et jardins du Grand Nancy
- Parcs et jardins de Reims
- Parc Floral de La Source à Orléans
- Jardin botanique de Haute-Bretagne à Le Chatellier
- Château de Fontainebleau
- Jardin des plantes de Montpellier
- Parc de Sceaux
- Jardins de Valloires
- Château de Versailles
- Château de Vaux-le-Vicomte
- Jardin botanique de l'université de Strasbourg
- Le Jardin Jungle Karlostachys
- Jardin Alexandre 1er
- Le Plantier de Costebelle (Var, Hyères)
- Parc Olbius Riquier (Var, Hyères)
- Titus le jardin des Nymphaeas à Concoules
- Parc et jardins du château de Lanniron à Quimper

Le Comité des Parcs et Jardins de France gère une liste de près de 1 200 parcs et jardins en France (en fin septembre 2009).

### Inde
- Jardins de Shalimar à Srinagar

### Irlande
- Garden of Remembrance, Dublin

### Iran
- Jardin de Fin (Kashan)
- Jardin de Delgosha (Chiraz)
- Jardin de Dowlatabad (Yazd)
- Jardin d'Eram (Chiraz)
- Jardin du Golestan (Tabriz)
- Hasht Behesht (Isfahan)
- Jardin de Shahzadeh (Kerman)
- Jardin de Narenjestan (Chiraz)
- Shah Goli (Tabriz)
- Jardin de Farahabad (Mazandéran)
- Chehel Sotoun (Ispahan)
- Chehel Sotoun (Behshahr)
- Jardin de Ghavam (Chiraz)
- Jardin de Jahan Naman (Chiraz)
- Jardin de Nazar (Chiraz)
- Jardin de Mosalla (Nain)
- Jardin de Tchechmeh (Behshahr)
- Jardin de Golshan (Tabas)
- Jardin de Qadamgah (Nichapour)

### Italie
- Jardin de Ninfa (Ninfa, province du Latium près de Rome).
- Oasis urbain du Tibre, à Rome, dans le quartier Flaminio.
- Parc de la Caffarella (parc situé dans la partie sud-est de Rome)

### Maroc
- Jardin Majorelle
- Jardins de l'Agdal

### Pakistan
- Hazuri Bagh, Lahore
- Iqbal Park, Lahore
- Jardins de Shalimar, Lahore

### Suisse
- Parc de La Grange, Genève
- Parc de Milan, Lausanne